# Список лидеров регулярного чемпионата женской НБА по перехватам
В Женской национальной баскетбольной ассоциации (ВНБА) присуждается титул лидера регулярного чемпионата по перехватам игроку, сделавшему наибольшее количество перехватов в среднем за игру в течение данного сезона.
В баскетболе «перехват» означает действия игрока обороны по овладению мячом, которые выполняются при броске или передаче игроков атаки. При утрате контроля над мячом атакующей команде вследствие перехвата защитниками противника в статистическом отчёте матча записывается потеря. После перехвата мяча защищающаяся команда переходит в быстрый прорыв и набирает «лёгкие» очки.
Рекорд по сделанным перехватам в отдельно взятом регулярном чемпионате принадлежит Терезе Уизерспун, которая в сезоне 1998 года совершила 100 перехватов. В этом сезоне Уизерспун также установила рекорд по среднему количеству перехватов за игру — 3,33. В сезоне 2002 года Тамика Кэтчингс установила рекорд по общему количеству сделанных перехватов для новичков лиги (94), а в сезоне 1997 года та же Уизерспун — по среднему набору за матч для той же категории игроков (3,04).
Чаще других победителем в данной номинации становилась Тамика Кэтчингс — 7 раз, помимо этого она является единственным игроком, который выигрывал эту номинацию 3 раза подряд. Три раза лучшим игроком регулярного сезона по перехватам становилась Санчо Литтл. По два раза лучшими перехватчиками ЖНБА становились Тереза Уизерспун, Шерил Свупс, Иоланда Гриффит, Энджел Маккатри, Бриттни Сайкс и Джордин Кэнада. Всего лишь две баскетболистки выигрывали данную номинацию и чемпионство ЖНБА в одном и том же сезоне: Шерил Свупс в 2000 году в составе клуба «Хьюстон Кометс» и Алексис Хорнбакл в 2008 году в составе клуба «Детройт Шок». Та же Алекс Хорнбакл стала самым молодым игроком, выигравшим этот титул, получив его в возрасте 22 лет и 334 дней. Действующим победителем этой номинации является защитник клуба «Даллас Уингз» Арике Огунбовале.

## Легенда
| Поз.    | З        | Ф       | Ц         | SPG                           | Прим.      |
| Позиция | Защитник | Форвард | Центровая | Количество перехватов за игру | Примечания |

| ^         | Отмечены игроки, выступающие в ВНБА по сей день |
| *         | Избраны в Зал славы баскетбола                  |
| Игрок (X) | Количество титулов                              |

## Лидеры регулярного чемпионата ВНБА по перехватам
| Сезон | Игрок                   | Фото | Поз. | Команда             | Игр сыграно | Всего потерь | Перехватов за потерю | Всего перехватов | SPG  | Прим.         |
| ----- | ----------------------- | ---- | ---- | ------------------- | ----------- | ------------ | -------------------- | ---------------- | ---- | ------------- |
| 1997  | Тереза Уизерспун*       |      | З    | Нью-Йорк Либерти    | 28          | 94           | 0,90                 | 85               | 3,04 | [ 1 ] [ 2 ]   |
| 1998  | Тереза Уизерспун* (2)   |      | З    | Нью-Йорк Либерти    | 30          | 96           | 1,04                 | 100              | 3,33 | [ 1 ] [ 3 ]   |
| 1999  | Иоланда Гриффит*[a]     |      | Ц/Ф  | Сакраменто Монархс  | 29          | 66           | 1,11                 | 73               | 2,52 | [ 4 ] [ 5 ]   |
| 2000  | Шерил Свупс*            |      | Ф/З  | Хьюстон Кометс      | 31          | 82           | 1,06                 | 87               | 2,81 | [ 6 ] [ 7 ]   |
| 2001  | Дебби Блэк              |      | З    | Майами Сол          | 32          | 51           | 1,61                 | 82               | 2,56 | [ 8 ] [ 9 ]   |
| 2002  | Тамика Кэтчингс*        |      | Ф    | Индиана Фивер       | 32          | 82           | 1,15                 | 94               | 2,94 | [ 10 ] [ 11 ] |
| 2003  | Шерил Свупс* (2)        |      | Ф/З  | Хьюстон Кометс      | 31          | 73           | 1,05                 | 77               | 2,48 | [ 6 ] [ 12 ]  |
| 2004  | Иоланда Гриффит* (2)    |      | Ц/Ф  | Сакраменто Монархс  | 34          | 59           | 1,27                 | 75               | 2,21 | [ 4 ] [ 13 ]  |
| 2004  | Никеша Сейлз            |      | З/Ф  | Коннектикут Сан     | 34          | 76           | 0,99                 | 75               | 2,21 | [ 14 ] [ 13 ] |
| 2005  | Тамика Кэтчингс* (2)    |      | Ф    | Индиана Фивер       | 34          | 91           | 0,99                 | 90               | 2,65 | [ 10 ] [ 15 ] |
| 2006  | Тамика Кэтчингс* (3)    |      | Ф    | Индиана Фивер       | 32          | 79           | 1,19                 | 94               | 2,94 | [ 10 ] [ 16 ] |
| 2007  | Тамика Кэтчингс* (4)[b] |      | Ф    | Индиана Фивер       | 21          | 62           | 1,06                 | 66               | 3,14 | [ 10 ] [ 17 ] |
| 2008  | Алексис Хорнбакл[c]     |      | З    | Детройт Шок         | 34          | 49           | 1,61                 | 79               | 2,32 | [ 18 ] [ 19 ] |
| 2009  | Тамика Кэтчингс* (5)    |      | Ф    | Индиана Фивер       | 34          | 88           | 1,13                 | 99               | 2,91 | [ 10 ] [ 20 ] |
| 2010  | Тамика Кэтчингс* (6)    |      | Ф    | Индиана Фивер       | 34          | 93           | 0,83                 | 77               | 2,26 | [ 10 ] [ 21 ] |
| 2011  | Санчо Литтл[d]          |      | Ф    | Атланта Дрим        | 22          | 44           | 1,18                 | 52               | 2,36 | [ 22 ] [ 23 ] |
| 2012  | Энджел Маккатри[e]      |      | Ф    | Атланта Дрим        | 24          | 95           | 0,63                 | 60               | 2,50 | [ 24 ] [ 25 ] |
| 2013  | Тамика Кэтчингс* (7)[f] |      | Ф    | Индиана Фивер       | 30          | 51           | 1,67                 | 85               | 2,83 | [ 10 ] [ 26 ] |
| 2014  | Энджел Маккатри (2)[g]  |      | Ф    | Атланта Дрим        | 31          | 116          | 0,64                 | 74               | 2,39 | [ 24 ] [ 27 ] |
| 2015  | Санчо Литтл (2)[h]      |      | Ф    | Атланта Дрим        | 24          | 38           | 1,42                 | 54               | 2,25 | [ 22 ] [ 28 ] |
| 2016  | Санчо Литтл (3)[i]      |      | Ф    | Атланта Дрим        | 19          | 23           | 1,70                 | 39               | 2,05 | [ 22 ] [ 29 ] |
| 2017  | Алана Бирд              |      | З/Ф  | Лос-Анджелес Спаркс | 34          | 45           | 1,58                 | 71               | 2,09 | [ 30 ] [ 31 ] |
| 2018  | Майя Мур*               |      | Ф    | Миннесота Линкс     | 34          | 60           | 0,95                 | 57               | 1,68 | [ 32 ] [ 33 ] |
| 2019  | Джордин Кэнада^[j]      |      | З    | Сиэтл Шторм         | 30          | 79           | 0,86                 | 68               | 2,27 | [ 34 ] [ 35 ] |
| 2020  | Алисса Томас^           |      | Ф    | Коннектикут Сан     | 21          | 52           | 0,81                 | 42               | 2,00 | [ 36 ] [ 37 ] |
| 2021  | Бриттни Сайкс^          |      | З    | Лос-Анджелес Спаркс | 32          | 45           | 1,29                 | 58               | 1,81 | [ 38 ] [ 39 ] |
| 2022  | Бриттни Сайкс^ (2)      |      | З    | Лос-Анджелес Спаркс | 32          | 84           | 0,77                 | 65               | 2,03 | [ 38 ] [ 40 ] |
| 2023  | Джордин Кэнада^ (2)     |      | З    | Лос-Анджелес Спаркс | 38          | 103          | 0,83                 | 86               | 2,26 | [ 41 ] [ 42 ] |
| 2024  | Арике Огунбовале^       |      | З    | Даллас Уингз        | 38          | 103          | 0,79                 | 81               | 2,13 | [ 43 ] [ 44 ] |

## Комментарии
- a  В сезоне 1999 года Тереза Уизерспун, Дебби Блэк и Шерил Свупс сделали больше всех перехватов (78, 77 и 76 соответственно), но провели на три встречи больше, чем Иоланда Гриффит, поэтому по среднему показателю за игру они заняли второе, третье и четвёртое место, немного отстав от последней (2,44, 2,41 и 2,38 против 2,52)[5].
- b  В сезоне 2007 года Лори Мур и Линдсей Уэйлен сделали больше всех перехватов (75 и 73 соответственно), однако провели на 13 встреч больше, чем Тамика Кэтчингс, поэтому по среднему показателю за игру они заняли второе и третье место, немного отстав от последней (2,21 и 2,15 против 3,14)[17].
- c  14 сентября 2008 года после завершения очередного сезона Алексис Хорнбакл в возрасте 22 лет и 334 дней стала самым молодым лучшим игроком по перехватам по итогам сезона в истории ВНБА.
- d  В сезоне 2011 года Эпифанни Принс и Энджел Маккатри совершили больше всех перехватов (79 и 72 соответственно), однако они провели соответственно на 12 и 11 игр больше, чем Санчо Литтл, поэтому по среднему показателю за игру они заняли второе и третье место, немного отстав от последней (2,32 и 2,18 против 2,36), а сама Литтл оказалась всего лишь на шестом месте по общему количеству совершённых перехватов[23].
- e  В сезоне 2012 года Санчо Литтл, София Янг и Глори Джонсон совершили больше всех перехватов (82, 74 и 73 соответственно), однако они провели соответственно на 10, 9 и 10 игр больше, чем Энджел Маккатри, поэтому по среднему показателю за игру они заняли второе, третье и четвёртое место, немного отстав от последней (2,41, 2,24 и 2,15 против 2,50), а сама Маккатри оказалась всего лишь на шестом месте по общему количеству совершённых перехватов[25].
- f  В сезоне 2013 года Энджел Маккатри совершила больше всех перехватов (89), однако провела на три встречи больше, чем Тамика Кэтчингс, поэтому по среднему показателю за игру заняла второе место, немного отстав от последней (2,70 против 2,83)[26].
- g  В сезоне 2014 года Санчо Литтл и Энджел Маккатри совершили больше всех перехватов (по 74), но Литтл провела на три игры больше, чем Маккатри, поэтому по среднему показателю за игру Санчо заняла второе место, немного отстав от Энджел (2,18 против 2,39)[27].
- h  В сезоне 2015 года Энджел Маккатри, Майя Мур и Тамика Кэтчингс совершили больше всех перехватов (72, 56 и 55 соответственно), но провели соответственно на 10, 9 и 6 встреч больше, чем Санчо Литтл, поэтому по среднему показателю за игру они заняли второе, шестое и пятое место, немного отстав от последней (2,12, 1,70 и 1,83 против 2,25)[28].
- i  В сезоне 2016 года Тамика Кэтчингс, Алана Бирд и Морайя Джефферсон сделали больше всех перехватов (62, 58 и 55 соответственно), однако они провели на 15 игр больше, чем Санчо Литтл, поэтому по среднему показателю за встречу они заняли соответственно второе, третье и четвёртое место, немного отстав от последней (1,82, 1,71 и 1,62 против 2,05), а сама Литтл даже не попала в первую десятку лидеров по общему количеству совершённых перехватов[29].
- j  В сезоне 2019 года Наташа Ховард сделала больше всех перехватов (74), но провела на четыре встречи больше, чем Джордин Кэнада, поэтому по среднему показателю за игру заняла второе место, немного отстав от последней (2,18 против 2,27)[35].